# السيد نفادي
السيد محمد نفادي كاتب وباحث وأكاديمي ومترجم مصري. له عدة مؤلفات وأبحاث منشورة.

## سيرته الذاتية
تلقى نفادي تعليمه العالي في جامعة الإسكندرية من قسم الفلسفة في العام 1983، وعمل لاحقاً أستاذًا في الفلسفة في الجامعة نفسها.
نشر نفادي العديد من الأبحاث في مجلدات ومجلات عربية منها عالم الفكر ومجلة إبداع، وله ثلاثة كتب في الفلسفة، وكتب فلسفية ترجمها إلى اللغة العربية. كما كانت له مشاركة في «المشروع القومي للترجمة» للمجلس الأعلى للثقافة في مصر، عبر ترجمة كتاب «العلم في مجتمع حر» لـ بول فيرابند في العام 2000.

## مؤلفاته

### أبحاث
- الضرورة والاحتمال بين الفلسفة والعلم عند بدايات القرن التاسع عشر، مجاد العلوم، 1982.
- اتجاهات جديدة في فلسفة العلم، عالم الفكر، 1996.
- التقدم العلمي ومشكلاته، عالم الفكر، 2000.
- أوراق فلسفية عدد خاص في الذكرى المئوية الأولى لوفاة الفيلسوف الكبير فريدريش نيتشه، إبداع، 2001
- السيميوطيقا وعلاقتها بالفلسفة والعلم عند كارناب، عالم الفكر، 2002
- الصلة بين الفلسفة والعلم والتكنولوجيا، الفلسفة والعصر، 2002

### ترجمات
- الأسس الفلسفية للفيزياء، كارنارب رودولف، 1990
- الابستمولوجيا التكوينية، جان بياجيه، 1991
- كيف ندافع عن المجتمع ضد العلم، بول فييرابند، 1996
- تاريخ العلم وإعادة بناءاته العقلانية، لاكاتوش امري، 1996
- فلسفة العلم عند لاكاتوش، أ. هايكنج، 1996
- المجتمع المفتوح وأعداؤه، بول كارل ريموند، 1998 [8]
- العلم في مجتمع حر، بول فييرابند، 2000 [9]

### كتب
- معيار الصدق والمعني في العلوم الطبيعية والإنسانية: مبدأ التحقيق عند الوضعية المنطقية، 1991.
- السببية في العلم، 1998.[10]
- الضرورة والاحتمال بين الفلسفة والعلم، 2005.